# Presidente Hayes
Le département de Presidente Hayes (en espagnol : Departamento de Presidente Hayes) est un des 17 départements du Paraguay. Son code ISO 3166-2 est PY-15.
Il porte le nom de Rutherford B. Hayes, un président américain qui effectua un arbitrage territorial favorable au Paraguay.

## Géographie
Le département, situé au nord-ouest du pays, est limitrophe :
- au nord, du département de l'Alto Paraguay ;
- au nord-est, du département de Concepción ;
- à l'est, du département de San Pedro ;
- au sud-est, du département de la Cordillera et du département Central et du Distrito Capital (Asuncion) ;
- au sud et à l'ouest, de l'Argentine (province de Formosa).

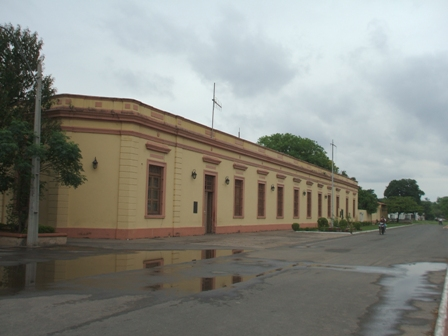
Gouvernement de President Hayes près du fleuve Paraguay

## Subdivisions
Le département est subdivisé en 8 districts :
- Benjamín Aceval
- Doctor José Falcón
- General José María Bruguez
- Nanawa
- Puerto Pinasco
- Teniente Primero Manuel Irala Fernández
- Teniente Esteban Martínez
- Villa Hayes